# Ciclismo ai Giochi della XXIX Olimpiade - Corsa a punti maschile
La corsa a punti maschile dei Giochi della XXIX Olimpiade fu corsa il 16 agosto al Laoshan Velodrome. La medaglia d'oro fu vinta dallo spagnolo Joan Llaneras.
Vide la partecipazione di 23 atleti. La prova consisteva nell'effettuare 160 giri di pista (40 km), effettuando 16 sprint (uno ogni 10 giri). A ogni sprint venivano assegnati cinque punti al primo, tre al secondo, due al terzo e uno al quarto classificato. Ulteriori punti potevano essere guadagnati doppiando il gruppo; in questo caso il ciclista guadagnava 20 punti. Al contrario, se il ciclista veniva doppiato dal gruppo, ne perdeva 20.

## Risultati
| Pos | Atleta             | Sprint | P.ti sprint | P.ti giro | Punti totali |
| --- | ------------------ | ------ | ----------- | --------- | ------------ |
| 1   | Joan Llaneras      | ?      | 20          | 40        | 60           |
| 2   | Roger Kluge        | ?      | 18          | 40        | 58           |
| 3   | Chris Newton       | ?      | 16          | 40        | 56           |
| 4   | Cameron Meyer      | ?      | 16          | 20        | 36           |
| 5   | Vasil' Kiryenka    | ?      | 14          | 20        | 34           |
| 6   | Daniel Kreutzfeldt | ?      | 9           | 20        | 29           |
| 7   | Zachary Bell       | ?      | 7           | 20        | 27           |
| 8   | Makoto Iijima      | ?      | 3           | 20        | 23           |
| 9   | Milan Kadlec       | ?      | 0           | 20        | 20           |
| 10  | Greg Henderson     | ?      | 13          | 0         | 13           |
| 11  | Rafał Ratajczyk    | ?      | 10          | 0         | 10           |
| 12  | Iljo Keisse        | ?      | 8           | 0         | 8            |
| 13  | Angelo Ciccone     | ?      | 8           | 0         | 8            |
| 14  | Volodymyr Rybin    | ?      | 8           | 0         | 8            |
| 15  | Wong Kam Po        | ?      | 5           | 0         | 5            |
| 16  | Milton Wynants     | ?      | 5           | 0         | 5            |
| 17  | Michail Ignat'ev   | ?      | 4           | 0         | 4            |
| 18  | Juan Curuchet      | ?      | 1           | 0         | 1            |
| 19  | Marco Arriagada    | ?      | 1           | 0         | 1            |
| 20  | Peter Schep        | 0      | 0           | 0         | 0            |
| 21  | Christophe Riblon  | ?      | 3           | -20       | -17          |
| DNF | Bobby Lea          | 0      | 0           | -20       | -20          |
| DNF | Feng Chun Kai      | 0      | 0           | -20       | -20          |